# Національний маршрут 1 (Індонезія)
Національний маршрут 1 — головна дорога на Яві, Індонезія. Проходить через 5 провінцій уздовж північного узбережжя, Бантен, Джакарту, Західну Яву, Центральну Яву та Східну Яву. З'єднує Порт Мерак і Кетапанг. Мерак — це поромний термінал до Суматри, а Кетапанг — поромний термінал до Балі. Цей маршрут також називають «Пантура» (абревіатура від «Пантай Утара»/Північне узбережжя) або «Транс-Ява». Окрім магістральних доріг, маршрут також включає всю Транс'явську платну дорогу.

## Маршрут

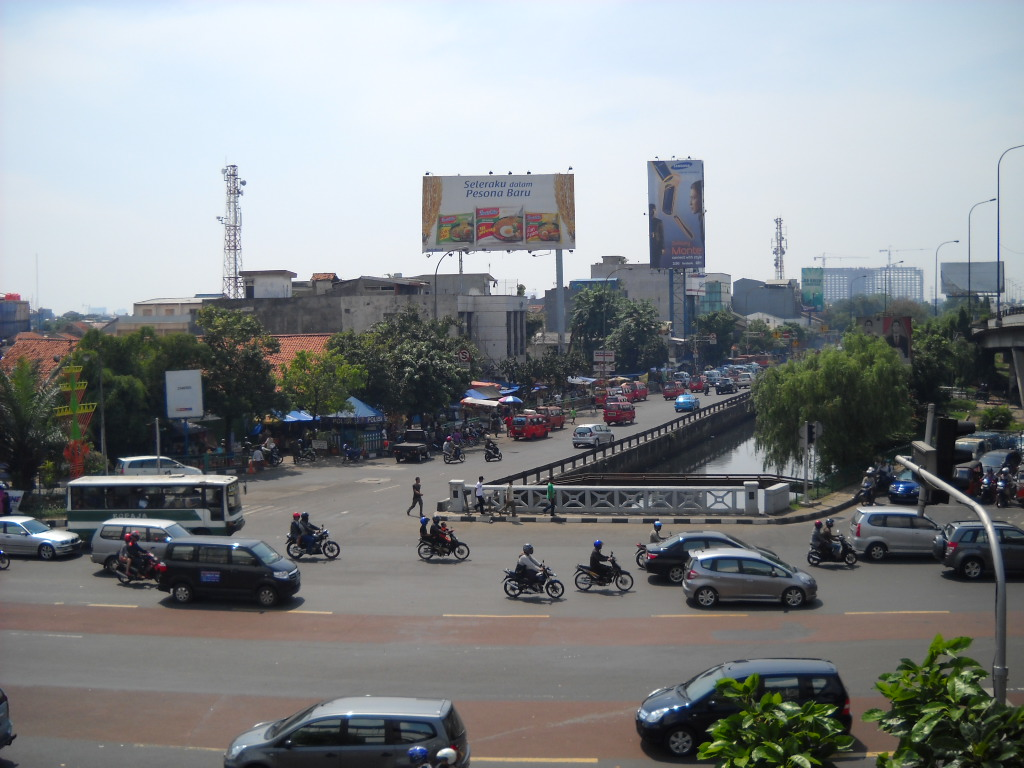
Маршрут 1 на розв'язці Гроголь.

Мерак — Сілегон — Серанг — Тангеранг — Джакарта — Бекасі — Тамбун — Чікаранг — Караванг — Кларі — Косамбі — Давуан — Цікампек — Сукаманді — Паманукан — Кандангаур — Лобенер — Джатібаранг — Паліманан — Веру — Чиребон — Лосарі — Педжаган — Бребес — Тегал — Pemalang — Пекалонган — Batang — Велері — Кендал — Семаранг — Демак — Тренгулі — Кудус — Паті — Рембанг — Булу — Тубан — Віданг — Бабат — Ламонган — Гресік — Сурабая — Вару — Сідоарджо — Поронг — Гемполь — Бангіл — Пасуруан — Нгулінг — Проболінго — Пайтон — Бесукі — Панарукан — Сітубондо — Баджулматі — Кетапанг.